# Андозеро (озеро)
А́ндозеро   (застар. Анд-озеро ) — прісноводне озеро в Онезькому районі Архангельської області.  Площа поверхні – 4,9 км². Площа водозбірного басейну - 16,2 км 2.
Знаходиться за 10 км на схід від міста Онєга. Річка, що витікає, — Анда  (Андозерка, Шанда). Озеро служить місцем відпочинку, на околицях знаходиться кілька дитячих літніх оздоровчих таборів. На північному березі озера розташоване село Андозеро.